# إدنا سافاج
إدنا سافاج (بالإنجليزية: Edna Savage)‏ هي مغنية بريطانية، ولدت في 21 أبريل 1936 في وارينغتون في المملكة المتحدة، وتوفيت في 31 ديسمبر 2000 في Ormskirk ‏ في المملكة المتحدة.

## وصلات خارجية
- إدنا سافاج على موقع IMDb (الإنجليزية)
- إدنا سافاج على موقع ميوزك برينز (الإنجليزية)
- إدنا سافاج على موقع ديسكوغز (الإنجليزية)